# Kočino Selo
Kočino Selo (en serbe cyrillique : Кочино Село) est un village de Serbie situé sur le territoire de la ville de Jagodina, district de Pomoravlje. Au recensement de 2011, il comptait 901 habitants.
Kočino Selo est situé à proximité de la route européenne E75.

## Démographie

### Évolution historique de la population
| 1948  | 1953  | 1961  | 1971  | 1981  | 1991  | 2002 | 2011 |
| ----- | ----- | ----- | ----- | ----- | ----- | ---- | ---- |
| 1 223 | 1 279 | 1 250 | 1 121 | 1 081 | 1 028 | 952  | 901  |

|  |